# Chaltj
Chaltj (belarusiska och ryska: Хальч) är en by i Belarus. Den ligger i voblasten Homels voblast, i den östra delen av landet, 280 km sydost om huvudstaden Minsk. Chaltj ligger 135 meter över havet och antalet invånare är 1 249.

## Natur och klimat
Terrängen runt Chaltj är mycket platt. Runt Chaltj är det glesbefolkat, med 10 invånare per kvadratkilometer.. Närmaste större samhälle är Homel, 18,0 km sydväst om Chaltj.
Omgivningarna runt Chaltj är en mosaik av jordbruksmark och naturlig växtlighet.